# 基地業務群 (第2航空団)
第2航空団基地業務群（だい2こうくうだんきちぎょうむぐん）は、千歳基地に所在する第2航空団隷下の部隊である。

## 概要
千歳基地における基地業務を任務とする。また「基地防空隊」を擁しており、各種防空火器（VADS・81式短距離地対空誘導弾・91式携帯地対空誘導弾・基地防空用地対空誘導弾）をもって敵航空機の攻撃からの基地防空の任にもあたっている。

## 部隊編成
- 群本部
- 第2基地防空隊
- 飛行場勤務隊
- 施設隊
- 通信隊
- 管理隊
- 業務隊
- 会計隊
- 衛生隊

## 主要幹部
| 官職名                  | 階級    | 氏名     | 補職発令日     | 前職                                                |
| ----------------------- | ------- | -------- | -------------- | --------------------------------------------------- |
| 第2航空団基地業務群司令 | 1等空佐 | 荒武香織 | 2017年04月01日 | 航空幕僚監部装備計画部整備・補給課 整備・補給調整官 |

| 代 | 氏名     | 在職期間                                                    | 前職                                                | 後職                                                        |
| -- | -------- | ----------------------------------------------------------- | --------------------------------------------------- | ----------------------------------------------------------- |
|    | 村上寿一 | 0000年00月00日 - 1961年07月14日 ※1961年07月01日 1等空佐昇任 | （2等空佐）                                         | 自衛隊茨城地方連絡部長                                      |
|    |          | 0000年00月00日 - 0000年00月00日                             |                                                     |                                                             |
|    | 佐谷健吉 | 0000年00月00日 - 1963年07月31日                             |                                                     | 自衛隊宮城地方連絡部長                                      |
|    | 関剛     | 1963年08月01日 - 0000年00月00日                             | 航空幕僚監部防衛部防衛課編成班長                    |                                                             |
|    |          | 0000年00月00日 - 0000年00月00日                             |                                                     |                                                             |
|    | 飯高準   | 0000年00月00日 - 1967年03月15日                             |                                                     | 航空自衛隊第4術科学校研究部長                               |
|    | 中村剛人 | 1967年03月16日 - 1968年07月15日                             | 航空自衛隊幹部学校勤務                              | 航空自衛隊第1術科学校業務部長                               |
|    | 加藤英夫 | 0000年00月00日 - 1970年07月15日                             |                                                     | 航空自衛隊第4術科学校第2教育部長                            |
|    |          | 0000年00月00日 - 0000年00月00日                             |                                                     |                                                             |
|    | 森本俊雄 | 1971年07月16日 - 1973年02月15日                             | 航空幕僚監部監理部総務課総務班長                    | 北部航空方面隊司令部監理部長                                |
|    | 古川源治 | 1973年02月16日 - 1975年04月15日                             | 防衛施設庁建設部建設企画課 施設連絡官               | 中部航空警戒管制団基地業務群司令                            |
|    | 岡田彰吉 | 0000年00月00日 - 1977年03月15日                             |                                                     | 中部航空警戒管制団付                                        |
|    | 山本保   | 1977年03月16日 - 1978年03月15日                             | 航空幕僚監部人事教育部厚生課 給与班長               | 航空幕僚監部人事教育部厚生課長                              |
|    | 川崎鎭男 | 0000年00月00日 - 1980年01月15日                             |                                                     | 統合幕僚会議事務局第2幕僚室勤務                             |
|    | 月輪時祺 | 1980年01月16日 - 1981年10月15日                             | 航空自衛隊幹部候補生学校教務課長                    | 航空幕僚監部監理部総務課 環境保全班長                       |
|    | 式田健   | 1981年10月16日 - 1983年09月15日                             | 航空幕僚監部人事教育部人事課 制度班長               | 第7航空団副司令                                             |
|    | 上中義敞 | 1983年09月16日 - 1985年07月31日                             | 航空幕僚監部技術部技術第1課 計画班長                | 航空幕僚監部技術部技術第1課長                               |
|    | 早瀬洋一 | 1985年08月01日 - 1986年12月04日                             | 航空自衛隊幹部学校勤務                              | 航空幕僚監部監理部会計課長                                  |
|    | 高橋和夫 | 1986年12月05日 - 1988年07月31日                             | 航空幕僚監部人事教育部人事課 人事第2班長            | 航空自衛隊補給本部総務課人事班長                            |
|    | 高坂道雄 | 1988年08月01日 - 1990年03月15日                             | 防衛大学校訓練部指導教官 兼 訓練教官                | 航空自衛隊幹部学校学校教官                                  |
|    | 橋本一   | 1990年03月16日 - 1991年11月30日                             | 航空自衛隊幹部学校勤務                              | 航空自衛隊幹部学校総務課長                                  |
|    | 山田重徳 | 1991年12月01日 - 1993年11月30日                             | 航空幕僚監部監理部法務課補償班長                    | 航空自衛隊幹部学校勤務                                      |
|    | 草刈武志 | 0000年00月00日 - 1996年07月31日                             |                                                     | 北部航空施設隊司令                                          |
|    | 市原直   | 1996年08月01日 - 1998年07月31日                             | 航空総隊司令部勤務 兼 航空幕僚監部防衛部運用課勤務  | 第12飛行教育団航空学生教育群司令                            |
|    | 松永茂   | 1998年08月01日 - 1999年07月31日                             | 航空自衛隊幹部学校勤務                              | 北部航空方面隊司令部総務部長                                |
|    | 渡邊至之 | 1999年08月01日 - 0000年00月00日                             | 航空幕僚監部防衛部運用課 運用調整官                 |                                                             |
|    | 行本雄司 | 2001年04月01日 - 2002年12月01日                             | 航空幕僚監部人事教育部援護業務課 援護班長           | 自衛隊石川地方連絡部長                                      |
|    | 永田辰男 | 2002年12月02日 - 2004年03月31日                             | 航空幕僚監部装備部調達課計画班長                    | 中部航空方面隊司令部総務部長                                |
|    | 鈴木幹男 | 2004年04月01日 - 0000年00月00日                             | 航空自衛隊補給本部勤務                              |                                                             |
|    |          | 0000年00月00日 - 0000年00月00日                             |                                                     |                                                             |
|    | 平川善人 | 0000年00月00日 - 2007年12月02日                             |                                                     | 航空支援集団司令部総務部長                                  |
|    | 池田亨   | 2007年12月03日 - 2008年11月30日                             | 航空幕僚監部人事教育部人事計画課 募集班長           | 北部航空警戒管制団 北部防空管制群司令                       |
|    | 井上敏明 | 2008年12月01日 - 2010年07月31日                             | 情報本部勤務                                        | 航空システム通信隊副司令                                    |
|    | 遠田弘明 | 2010年08月01日 - 2012年11月30日                             | 航空幕僚監部運用支援・情報部 運用支援課計画班長     | 中部航空方面隊司令部総務部長                                |
|    | 岡本兼一 | 2012年12月01日 - 2014年03月31日                             | 航空幕僚監部人事教育部補任課 服務室長               | 航空幕僚監部総務部総務課 情報公開・個人情報保護室長         |
|    | 剱持暢子 | 2014年04月01日 - 2016年03月31日                             | 航空自衛隊幹部学校主任研究開発官                    | 航空幕僚監部人事教育部人事計画課 人事計画調整官 兼 企画班長 |
|    | 大石徹郎 | 2016年04月01日 - 2017年03月31日                             | 航空自衛隊幹部学校総務課長                          | 自衛隊函館地方協力本部長                                    |
|    | 荒武香織 | 2017年04月01日 -                                            | 航空幕僚監部装備計画部整備・補給課 整備・補給調整官 |                                                             |